# Michael Hannah
Michael Hannah (ur. 21 listopada 1983) – australijski kolarz górski, czterokrotny medalista mistrzostw świata.

## Kariera
Pierwszy sukces w karierze Michael Hannah osiągnął w 2000 roku, kiedy zdobył srebrny medal wśród juniorów na mistrzostwach świata w Sierra Nevada. Na rozgrywanych dziewięć lat później mistrzostwach świata w Canberze zajął trzecie miejsce. W zawodach tych wyprzedzili go jedynie Brytyjczyk Steve Peat oraz Greg Minnaar z RPA. W 2013 roku wystąpił na mistrzostwach świata w Pietermaritzburgu zajmując drugie miejsce. Przegrał tam tylko z reprezentantem gospodarzy, Gregiem Minnaarem, a trzecie miejsce zajął inny Australijczyk, Jared Graves. Ponadto w sezonie 2008 Pucharu Świata w kolarstwie górskim zajął trzecie miejsce w klasyfikacji downhillu, ulegając jedynie Peatowi i Minnaarowi. Jest także mistrzem kraju w four crossie z 2004 roku oraz w downhillu z 2013 roku. Nigdy nie brał udziału w igrzyskach olimpijskich.